# Iznatoraf
Iznatoraf là một đô thị trong tỉnh Jaén, Tây Ban Nha. Theo điều tra dân số 2005 (INE), đô thị này có dân số là 1188 người.
38°09′B 3°02′T / 38,15°B 3,033°T